# Omroep Gelderland
Omroep Gelderland est une société néerlandaise de radiodiffusion publique régionale de la province de Gueldre, créée le 1er mai 1985. Le siège social de Omroep Gelderland est situé à Arnhem. 
Elle regroupe la station de radio Radio Gelderland et la chaîne de télévision TV Gelderland.

## Diffusion
La radio et la télévision sont recevables dans la Gueldre par DVB-T. La chaîne de télévision est recevable à l'échelle nationale par le câble, IPTV et la satellite. La radio est recevable dans la Gueldre sur la bande FM, DAB+, DVB-T et à l'échelle internationale par Internet.

## Identité visuelle

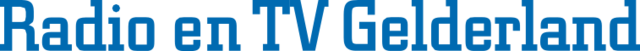
Logo d'Omroep Gelderland jusqu'en 2007
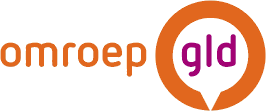
Logo d'Omroep Gelderland depuis 2013